# 格拉喬夫卡區 (斯塔夫羅波爾邊疆區)

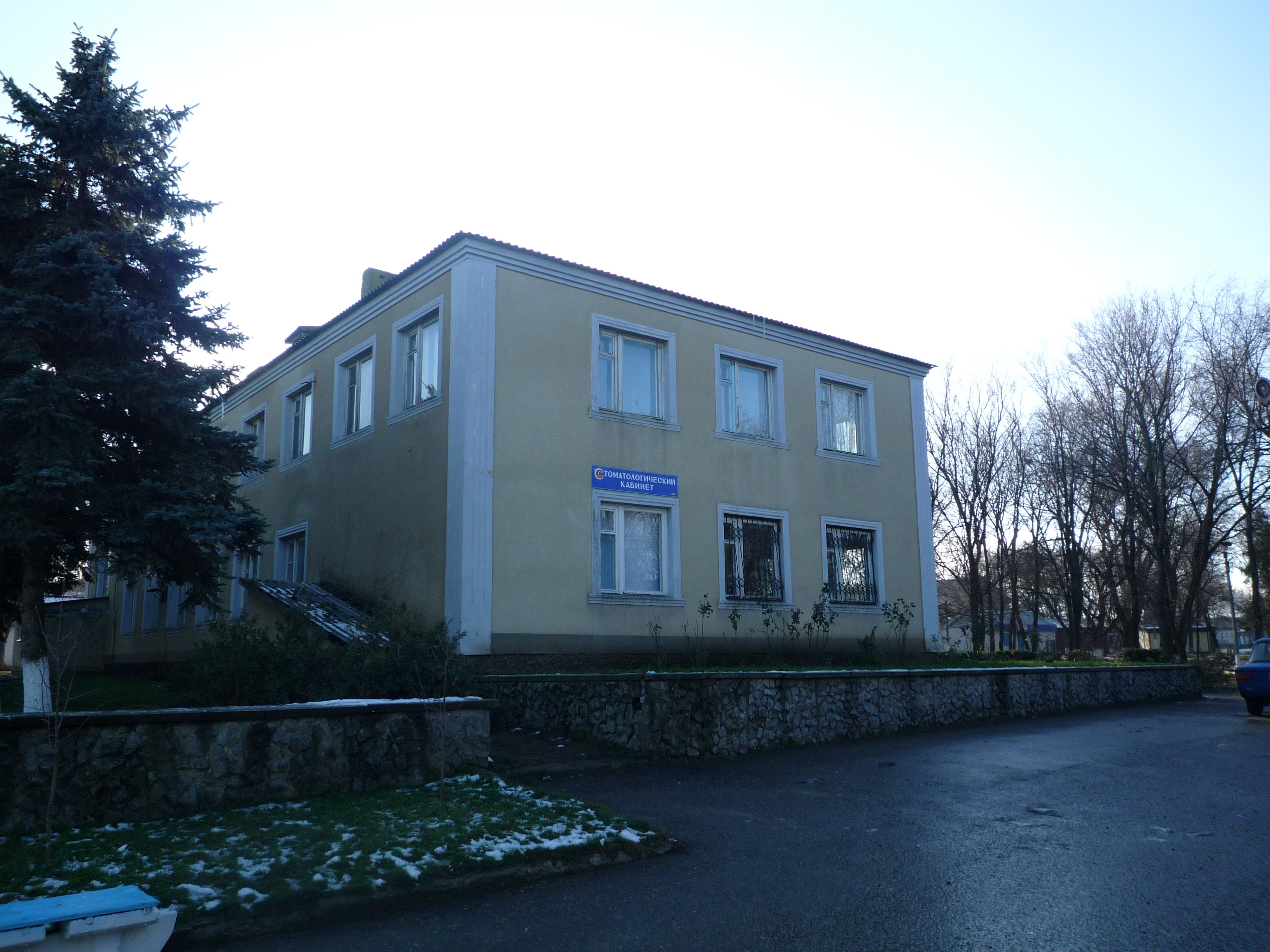

45°12′N 42°24′E / 45.200°N 42.400°E
格拉喬夫卡區（俄语：Грачёвский район），是俄羅斯的一個區，位於該國西南部，由斯塔夫羅波爾邊疆區負責管轄，面積1,794平方公里，2010年人口36,272，人口密度每平方公里20.22人。